# Qaixqai
El qaixqai és una llengua parlada pel poble Qashqai, un grup ètnic que viu principalment a la província de Fars al sud de l'Iran, i al Khuzestan. És una llengua propera a l'àzeri. Els qashqays parlen també el farsi. La llengua s'escriu en els caràcters aràbics modificats per adaptar-se al persa. L'Encyclopædia Iranica considera el qashqai com un tercer grup independent de dialectes dins del grup de llengües turques del sud-oest. És conegut pels parlants com a turc. Les estimacions del nombre parlants Qashqai varien. Ethnologue va donar una xifra d'1.0 milions el 2021.
La llengua qashqai està estretament relacionada amb l'Àzeri. Tanmateix, algunes varietats Qashqai, és a dir, la varietat parlada a la tribu Sheshbeyli, comparteixen característiques amb el turc. En un sentit sociopolític, però, el qashqai es considera una llengua per dret propi.
Igual que altres llengües turques parlades a l'Iran, com la llengua azerbaiyana, el qashqai utilitza una versió modificada de l'escriptura pers-àrab.